# Клифф Барнс
Клиффорд «Клифф» Барнс (англ. Clifford "Cliff" Barnes) — персонаж длительного американского телесериала «Даллас». Роль Клиффа исполнил актёр Кен Керчевал начиная с пилотного эпизода, вышедшего 2 апреля 1978 года, и до финала сериала в 1991 году. Персонаж также играет важную роль в фильме «Даллас: Джей Ар возвращается», а с 2012 по 2014 год участвовал в одноимённом сериале-продолжении «Далласа». Клифф является единственным, кроме Джей Ара Юинга, персонажем, появляющемся во всех четырнадцати сезонах оригинального сериала.

## История развития

### Кастинг и история развития
Клифф был задуман по образу Роберта Фрэнсиса Кеннеди и в ходе развития сериала переквалифицировался в неуклюжего неудачника, который был злейшим врагом Джей Ара Юинга. Кен Керчевал первые два сезона участвовал в сериале в качестве полу-регулярного актёра, и был повышен до основного состава начиная с третьего и до финального, четырнадцатого.
Будучи по большей части одномерным, по мнению критиков, персонажем первые десять сезонов, Клифф был значительно переработан к 1987 году. Комедийная составляющая была сведена на нет и после того, как его сестра Памела Барнс Юинг покинула Даллас, Клифф предстал как полноценный злодей. В 1987 году персонаж был номинирован на премию «Дайджеста мыльных опер» в категории «Лучший злодей в прайм-тайм», а в 1990 году Керчевал получил премию за лучшую мужскую роль второго плана
Керчевал исполнил роль Клиффа во всех четырнадцати сезонах сериала. Клифф является единственным, кроме Джей Ара Юинга, персонажем, появляющемся во всех четырнадцати сезонах оригинального сериала. Керчевал вернулся к роли в телефильме 1996 года «Даллас: Джей Ар возвращается», однако не участвовал в фильме 1998 года «Даллас: Война Юингов». В 2010 году кабельный канал TNT, сестринская компания Warner Bros. Television, которому принадлежит оригинальный сериал, начал разработку одноименного продолжения «Далласа». В ходе его производства Керчевал вернулся к роли Клиффа. Персонаж впервые появился в третьем эпизоде и был важной частью в сюжете второго сезона.

### Сюжетные линии
Сюжетные линии Клиффа в первых сезонах акцентрировались на его вражде с Джей Аром, а также романе с его женой Сью Эллен Юинг. Значительное внимание прессы персонаж получил в третьем сезоне, когда Сью Эллен родила Джона Росса Юинга III, который мог быть сыном Клиффа, а не Джей Ара. Сью Эллен отказала Клиффу, после чего он начал роман с певицей Эфтон Купер. Эфтон любила больше всего деньги и ранее крутила роман с Джей Аром. Она в итоге в 1985 году родила Памелу Ребекку Барнс, дочь Клиффа, и уехала из Далласа так как была против вражды Клиффа с Юингами. Месть Клиффа в конце сериала приводит его к победе над Джей Аром, ходя он так и остается неудачником в личной жизни, после того как его невеста Лиз Адамс сбегает от него.
В сериале 2012 года Клифф все ещё ненавидит Джей Ара и имеет дружеские отношения с Сью Эллен. В финале первого сезона выясняется, что Ребекка Саттер, жена Кристофера Юинга, на самом деле дочь Клиффа и работает на него чтобы вновь уничтожить Юингов. Во втором сезоне Клифф продолжает свои планы по уничтожению Юингов и в ходе этого страдает Памела Ребекка, так как Клифф совершает взрыв на буровой установке, чтобы скомпрометировать Юингов. Беременная Памела теряет своих близнецов и когда ей становится известно, что Клифф ответственен за это, она решает идти против него. В финале второго сезона она с Юингами подстраивает вину Клиффа в смерти Джей Ара, и он садится в тюрьму.